# امبا گشن
امبا گشن (به لاتین: Amba Geshen) یک کوه در اتیوپی است که در Debub Wollo Zone واقع شده‌است.